# OpenHarmony
OpenAtom OpenHarmony，简称OpenHarmony，是由开放原子开源基金会（OpenAtom Foundation）孵化及运营的开源项目。

## 历史
OpenHarmony的第一个版本在开放原子开源基金会收到华为捐赠的开放源代码后于2019年9月10日推出，支持内存容量从128 KB到128 MB的设备。
华为于2020年9月及2021年5月分两次将鸿蒙操作系统的L0-L2分支源代码捐献给开放原子开源基金会，该基金会将受捐赠代码开源，根据基金会命名规范将该项目命名为OpenAtom OpenHarmony，并组建开源项目群，遵循Apache许可证。L3-L5分支兼容Android的双框架版本，目前暂未开源。截至2021年12月30日，已有超过1200 位开发者与40个组织参与该项目和贡献代码。
OpenHarmony 2.0（金丝雀版）于2021年6月推出，支持多种智能终端设备。
开放原子开源基金会于2021年9月30日推出OpenHarmony 3.0，并在前期版本的基础上实质性改进和优化操作系统。
OpenHarmony可支持4 GB内存设备于2021年10月发布。

## 软件开发
OpenHarmony自2020年9月开源以来到2021年12月为止，已有超过1200位开发者与40个组织参与该开源项目和贡献代码。目前OpenHarmony已经发展到4.x版本。

#### 设备开发
OpenHarmony使用gn构建系统，主要由C/C++进行系统开发，并同时支持rust编程语言。需要注意的是，OpenHarmony与freeRTOS不同，OpenHarmony相比freeRTOS多了一层HDF(Hardware Driver Foundation)驱动框架。

##### HDF
硬件驱动框架（Hardware Driver Foundation）提供了驱动加载、驱动服务管理、驱动消息机制和配置管理的功能。开发者可以将芯片厂商提供的SDK进行包装后提供给HDF，这种理念使得可以在更换不同的芯片时工程代码不需要作太多改动，但是这项功能在许多支持OpenHarmony的开发板上没有受到支持。

#### 应用开发
使用HarmonyOS应用开发的语言ArkTS(基于TypeScript开发的声明式编程语言)，并配有官方的应用开发IDE DevEco Studio(与Android Studio同样基于IntelliJ IDEA开发)。编译生成之后，生成.hap格式的安装文件

### 内核分支
内核包含有LiteOS-M、LiteOS-A、Linux分支，其中LiteOS系列分支的前身是华为开发的LiteOS。
| 分支     | 主要支持硬件       | 处理器                                            | 内存要求    | 能力 |
| -------- | ------------------ | ------------------------------------------------- | ----------- | --- |
| LiteOS-M | 轻量系统           | MCU类处理器 (如ARM Cortex-M和RV32核心的处理器)    | RAM > 128KB | 提供多种轻量级网络协议，轻量级的图形框架，以及丰富的IOT总线读写部件等。可支撑的产品如智能家居领域的连接类模组、传感器设备、穿戴类设备等。         |
| LiteOS-A | 小型系统、标准系统 | 应用处理器 (如ARM Cortex-A和玄铁C906核心的处理器) | RAM > 1MB   | 提供更高的安全能力、标准的图形框架、视频编解码的多媒体能力。可支撑的产品如智能家居领域的IP Camera、电子猫眼、路由器以及智慧出行域的行车记录仪等。 |
| Linux    | 标准系统           | 应用处理器 (如ARM Cortex-A和玄铁C906核心的处理器) | RAM > 128MB | 提供增强的交互能力、3D GPU以及硬件合成能力、更多控件以及动效更丰富的图形能力、完整的应用框架。可支撑的产品如高端的冰箱显示屏。                    |

### 更新时间表
| 版本號             | 發行日期       | API等級 | 主要特征 |
| ------------------ | -------------- | ------- | --- |
| 1.0                | 2020年9月10日  | 5       | 支持内存128KB 到 128MB 的终端设备                                                                                 |
| 1.1.0 长期支持版本 | 2021年4月1日   | 5       | 新增和升级子系统，统一人工智慧引擎框架                                                                            |
| 2.0 金丝雀版本     | 2021年6月1日   | 6       | 支持内存128MB 以上的智能终端设备 ，引入Linux内核作为技术底座                                                      |
| 2.2 测试版本       | 2021年9月4日   | 6       | 具备典型分布式能力和媒体产品开发能力                                                                              |
| 3.0 长期支持版本   | 2021年9月30日  | 7       | 针对轻量、小型和标准系统新增特性功能                                                                              |
| 3.1 发行版本       | 2022年3月30日  | 8-9     | 增强基础能力、系统分布式能力、系统应用程序框架能力和轻量系统能力等                                                |
| 3.2 发行版本       | 2023年4月9日   | 8-9     | 增强轻量和标准系统基础能力，标准系统应用程序框架能力和标准系统应用能力                                            |
| 4.0 测试版本1      | 2023年6月3日   | 10      | 完善标准系统能力，进一步完善ArkUI组件能力和效果                                                                   |
| 4.0 发行版本       | 2023年10月26日 | 10      | 新增大量ArkTS API，分布式硬件支持的范围扩大                                                                       |
| 4.1 测试版本1      | 2023年12月31日 | 11      | 完善标准系统能力，进一步完善ArkUI组件能力和效果，增强动效和窗口适配能力，应用框架、分布式软总线和媒体能力增强     |
| 4.1 发行版本       | 2024年3月30日  | 11      | SDK提供的开放能力以Kit维度呈现，新增大量API，ArkUI组件能力增强，Web能力补齐，分布式能力优化稳定性                 |
| 5.0 测试版本1      | 2024年6月20日  | 12      | 持续完善标准系统能力，完善ArkUI组件；增强分布式软总线连接能力和规格；完善媒体能力                                 |
| 5.0 发行版本       | 2024年9月29日  | 12-14   | 标准系统能力持续完善，应用框架新增更多生命周期管理能力、提供子进程相关能力，进一步对标ArkTS能力补齐NDK的C API能力 |

## 硬件支持
OpenHarmony系统初始版本支持内存最小128KB的轻量级设备，而2.0版本可支持超过128MB内存的标准系统类设备。
OpenHarmony 可以部署在ARM、RISC-V和x86架构的各种硬件设备上，内存容量可由128 KB至超过1 MB，并支持以下三种系统的硬件设备：
- 轻量系统——可在连接模块、传感器和可穿戴等设备上运行，内存等于或大于128 KB，支持ARM Cortex-M和32位RISC-V等处理器。
- 小型系统——可在 IP 摄像机、路由器、事件数据记录器等设备上运行，内存等于或大于1 MB，支持ARM Cortex-A等处理器。
- 标准系统——可在具有增强交互、3D GPU、丰富动画和多样化组件等设备上运行，内存等于或大于128 MB，支持ARM Cortex-A等处理器。

## 产品兼容性规范
为确保OpenHarmony生态系统的兼容性，开放原子开源基金会发布产品兼容性规范，由兼容性工作组评估和认证与OpenHarmony兼容的产品。
产品兼容性证书分为以下两类，获得证书的合作伙伴有权在其已认证的产品、有关包装和营销材料上使用OpenHarmony兼容性标识。
1. 开发板、模组、软件发行版
2. 设备

截至2022年4月25日，已有44款产品获得了兼容性证书，还有80多款软硬件产品正在评估OpenHarmony兼容性。

## 软件发行版
OpenHarmony位居码云平台（Gitee）活跃度指数首位，是该平台上当前代码和社区最活跃的开源项目。截至2022年10月，已拥有23个特定行业的软件发行版，覆盖教育、金融、智能家居、交通、数字政务和工业等行业。

### MineHarmony
2021年9月14日，华为和国家能源集团联合推出鸿蒙矿山操作系统矿鸿MineHarmony，主要目的是实现煤矿行业不同厂家的设备互联互通，协助采煤、运煤、管理逐步实现自动化、最终实现无人化。

### Oniro OS
2021年9月28日，Eclipse基金会和开放原子开源基金会建立合作伙伴关系，并于2021年10月推出兼容HarmonyOS的软件发行版Oniro OS，创始成员包括华为、Linaro和Seco，主要目的是于物联网时代为全球市场提供中立和透明的开源系统。

### ZhihongmetaOS
2022年8月29日，鸿元智通科技发布ZhihongmetaOS，通过了OpenHarmony 3.1评估，并获得了生态产品兼容性证书。该发行版主要面向企业和工业用户。目前，ZhihongmetaOS V1.0 只在中国公安部门使用。

### Orange Pi OS OH
2023年10月25日，香橙派发布基于OpenHarmony定制的Orange Pi OS OH版本。

### PolyOS Mobile
PolyOS Mobile是基于OpenHarmony的智能终端操作系统，面向 RISC-V 架构。目前是一个处在早期阶段的社区驱动项目。

### 电鸿物联操作系统
2023年10月，南方电网与开放原子开源基金会在北京联合发布开源的电鸿物联操作系统，已有超过100个伙伴加入电鸿物联产业链生态。

### HiHopeOS
润和软件HiHopeOS 1.0 RC1 IoT Edition，支持物联网终端实现OpenHarmony 能力的应用，亦是首个通过测评的OpenHarmony 软件发行版。

### KaihongOS
KaihongOS是基于开源鸿蒙系统研发的一个软件发行版，由中软国际旗下的深开鸿公司開發。它是一个智能物联网平台，针对不同行业和场景进行优化。

### Multi-Robots OS
2025年4月9日，中软国际旗下的深开鸿公司在广东省开源鸿蒙智能物联网创新中心发布M - Robots OS 1.0，这是首个基于开源鸿蒙的分布式异构多机协同机器人操作系统。

## 参閱
- 鸿蒙星河版
- 鸿蒙操作系统
- 分布式操作系统
- 移动操作系统比较